# Station Gromnik
Station Gromnik is een spoorwegstation in de Poolse plaats Gromnik.